# High Hill
High Hill – miasto w Stanach Zjednoczonych, w stanie Missouri, w hrabstwie Montgomery.